# Nandu
Nandu, strusie amerykańskie, strusie pampasowe – rząd (Rheiformes) i rodzina (Rheidae) ptaków z podgromady ptaków nowoczesnych Neornithes.

## Zasięg występowania
Rodzina obejmuje nielotne gatunki lądowe, zamieszkujące Amerykę Południową.

## Morfologia
Są to szybko biegające nieloty o stosunkowo długich skrzydłach. Długość ciała 92–140 cm, masa ciała 15–25 kg (wyjątkowo do 40 kg). Ciało o jajowatym kształcie, z poziomą postawą. Głowa jest mała; dziób krótki, szeroki i płaski; długa szyja. Długie nogi mają trzy palce. Pióra bez zwartych chorągiewek, brak sterówek; dolna część szyi i górna nóg upierzona; upierzenie szare i brązowe, miękkie i swobodne. Pokrojem przypominają strusie, są jednak od nich mniejsze.

## Ekologia
Nandu zamieszkują otwarte, zwykle suche siedliska, w tym łąki, zarówno na małych, jak i dużych wysokościach, tropikalne sawanny i otwarte lasy.
Odżywiają się pokarmem mieszanym, w którego skład wchodzi szeroka gama roślin i zwierząt: owoce, orzechy, nasionami, liśćmi, stawonogami i małymi kręgowcami, w tym ssakami, gadami i rybami.
Nandu są poligynandromiczne. Samce budują gniazdo, szorstkie zagłębienie w ziemi, które często pokryte jest wysuszoną roślinnością, i wydzielają haremy samic z większych grup społecznych, kojarząc się z nimi w pobliżu gniazda, aż do zakończenia dużego lęgu. Pojedyncze samice składają do 14 jaj, a gniazdo jednego samca może zawierać do 60 jaj. Samice często podróżują w grupach od haremu jednego samca do innego. Samiec sam wysiaduje jaja przez 35 do 40 dni i zapewnia opiekę rodzicielską. Po kilku dniach pisklęta opuszczają gniazdo wraz z samcem i mogą pozostać z nim przez co najmniej sześć miesięcy, ale często dłużej, odchodząc dopiero po osiągnięciu dojrzałości płciowej w wieku trzech lat.

## Systematyka
Badania przeprowadzone na początku XX wieku wykazały, że Rheidae są taksonem siostrzanym w stosunku do wszystkich innych Palaeognathae z wyjątkiem Struthioniformes.

### Podział systematyczny
Do rodziny należy jeden występujący współcześnie rodzaj:
- Rhea[11] Brisson, 1760

oraz rodzaje wymarłe:
- Heterorhea Rovereto, 1914[12]
- Hinasuri Tambussi, 1995[13]

## Status populacji
Obydwa występujące współcześnie gatunki z rodzaju Rhea, R. americana i R. pennata odnotowały gwałtowny spadek populacji na całym swoim zasięgu występowania, z powodu polowań, wybierania jaj z gniazd oraz niszczenia i zmian ich siedlisk.